# Trogon de carpó escarlata
El trogon de carpó escarlata (Harpactes duvaucelii) és una espècie d'ocell de la família dels trogònids (Trogonidae) que habita zones boscoses de la Península Malaia, Sumatra (incloent les illes Riau, illes Batu, Bangka i Belitung) i Borneo (incloent les illes Natuna septentrionals).